# Nürnberger Kreuzweg
Der Nürnberger Kreuzweg, heute auch als Adam-Kraft-Kreuzweg bezeichnet, beginnt beim Pilatushaus in der Nürnberger Altstadt, führt durch das Tiergärtnertor über die Burgschmietstraße bis zum Johannisfriedhof.
Er ist ein Beispiel einer älteren Form des Kreuzwegs mit nur sieben Stationen, die 1506–1508 von Adam Kraft geschaffen wurden. Bei jeder Station wird ihr Abstand vom Pilatushaus in Schritten angegeben. Heute sind an dem Kreuzweg nur Kopien dieser Werke aufgestellt. Die Originalstationen befinden sich als Leihgabe der Stadt Nürnberg im Germanischen Nationalmuseum in Nürnberg, die Kreuzigungsgruppe im Heilig-Geist-Spital und die Grablegung in der Holzschuherkapelle.
Die einst farbig gefassten Kreuzwegstationen sollten am eigenen Heimatort das Leiden Christi möglichst authentisch nachvollziehen lassen. Sie drücken die Passionsfrömmigkeit am Ende des Mittelalters aus. Die Kreuzwegstationen werden 2017 auf Initiative von Ulrich Großmann, Generaldirektor des Germanischen Nationalmuseums, und in Absprache mit dem Eigentümer, gereinigt und restauriert. Ziele sind, die dunklen Verfärbungen zu entfernen, um die Qualität deutlicher herauszustellen und die Reliefs einander anzugleichen. Der Kreuzweg soll als Gesamtkunstwerk hervorgehoben werden.
- 1. Station, Burgschmietstraße 6, Inschrift: Hir begegnet Cristus seiner wirdigen lieben mutter die vor großem hertzenleit amechtig ward IIc [200] schrit von Pilatus haus
- 2. Station, Burgschmietstraße, Ecke Weigelstraße, Inschrift: Hir ward Symo(n) gezwungen Cristo sein kreutz helfen tragen IIc LXXXXV [295] schrit von Pilatus Haus
- 3. Station, Burgschmietstraße, vor Kunstgießerei Lenz, Inschrift: Hir sprach Cristus Ir döchter vo(n) Jherusale(m) nit weynt über mich sunder über euch u(n)d eure kinder IIIc LXXX [380] schritt vo(n) Pilat. haus
- 4. Station, Burgschmietstraße, Ecke Campestraße, Inschrift: Hier hat Cristus sein heiligs Angesicht der heiligen Fraw Veronica auf iren Slayr gedruckt vor irem Haws Vc [500] Srytt von Pilatus Haws
- 5. Station, Einmündung Burgschmietstraße in die Johannisstraße, Inschrift: Hier tregt Cristus das Creutz und wird von den Juden ser hart geslagen VIIc LXXX [780] Srytt von Pilatus Haus
- 6. Station, Johannisstraße, Ecke Rohledererstraße, Inschrift: Hier felt Cristus vor großer unmacht auf die Erden bei MC [1100] Srit von Pilatus haus
- 7. Station, Osteingang Johannisfriedhof, Inschrift: Hier leyt Cristus vor seiner gebenedeiten wirdigen muter, die in mit großen Hertzenleyt und bitterlichen smertz claget und beweynet

Stationen am Adam-Kraft-Kreuzweg
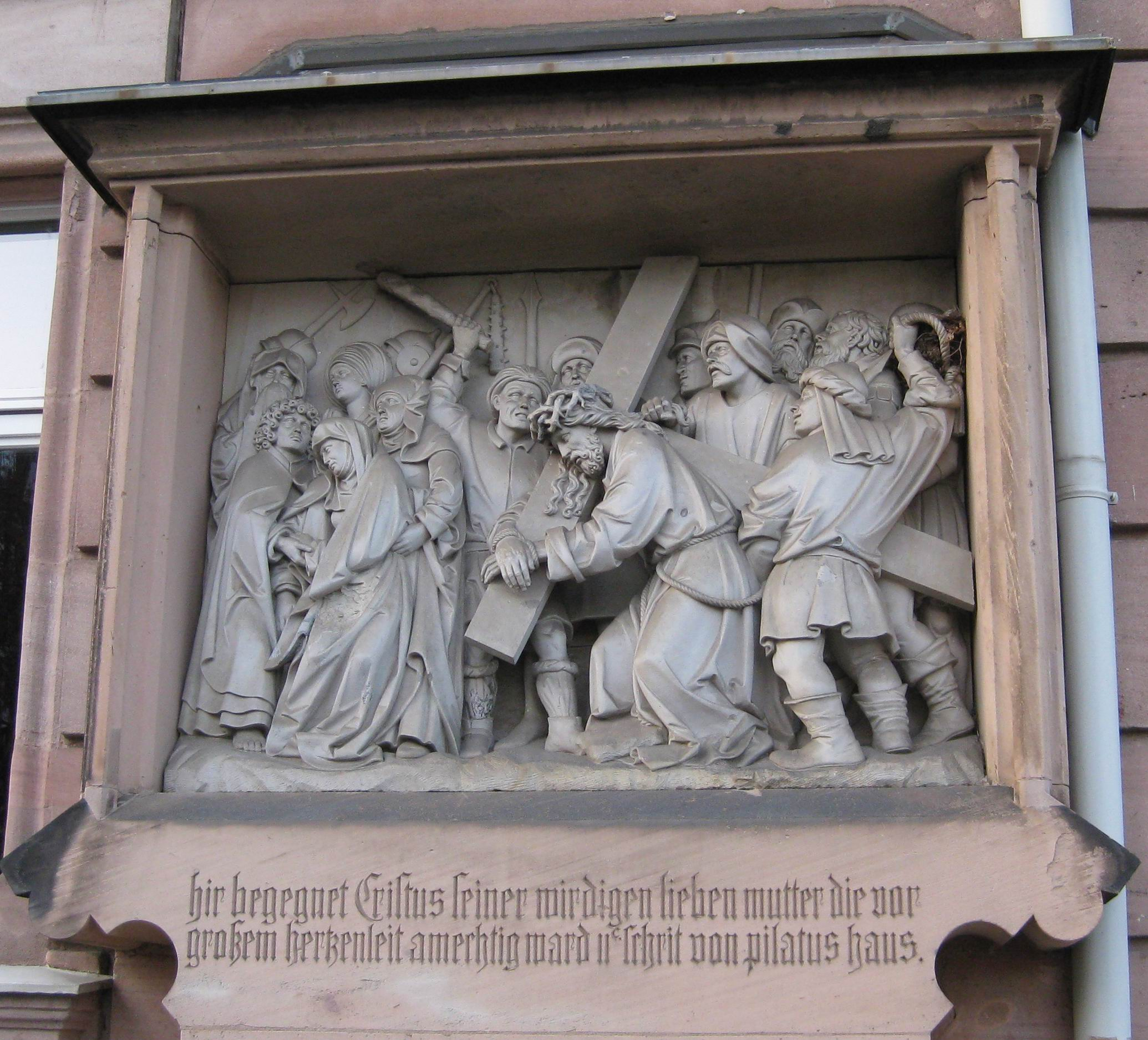
1. Station, Burgschmietstraße 6
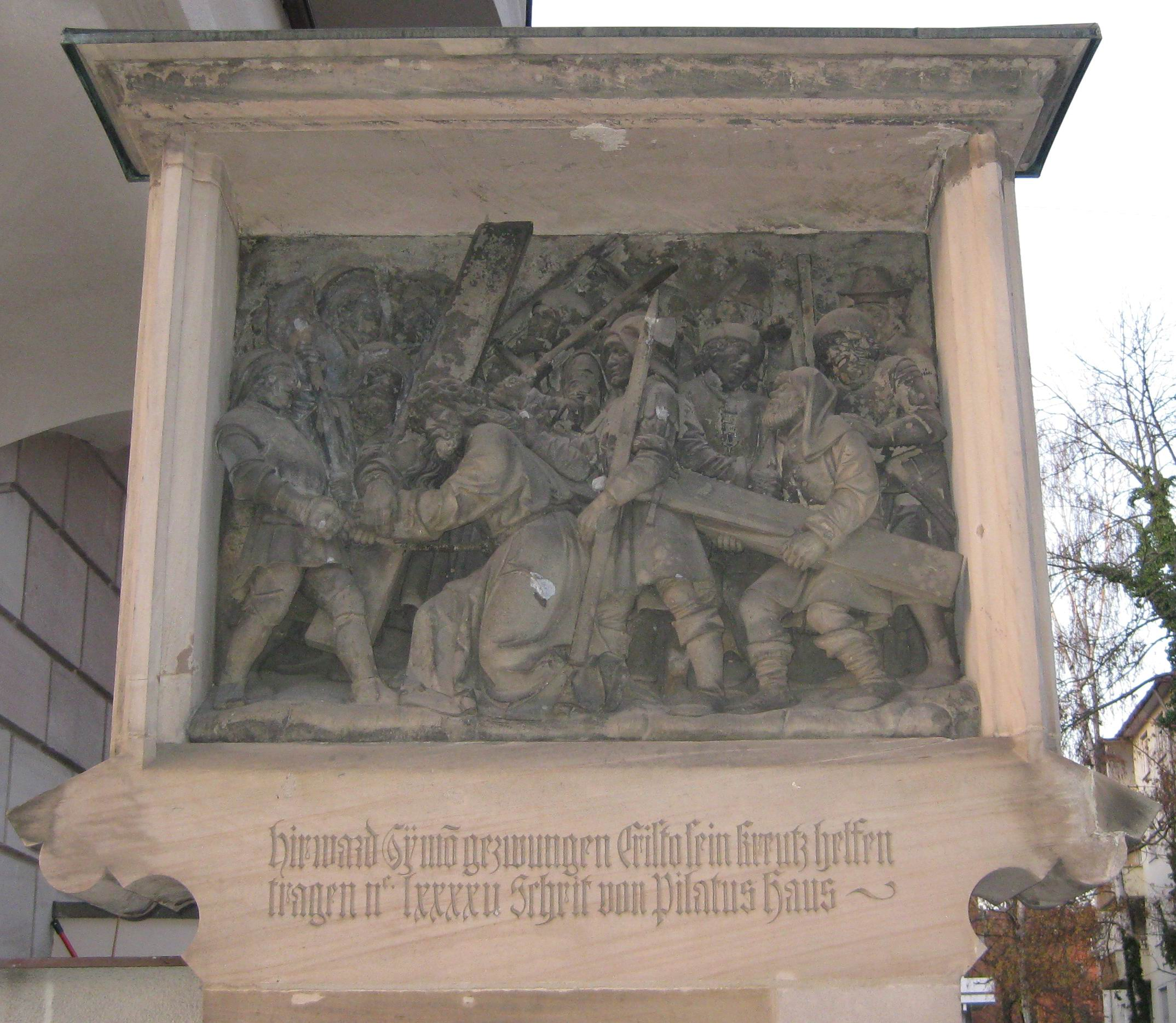
2. Station, Burgschmietstraße, Ecke Weigelstraße
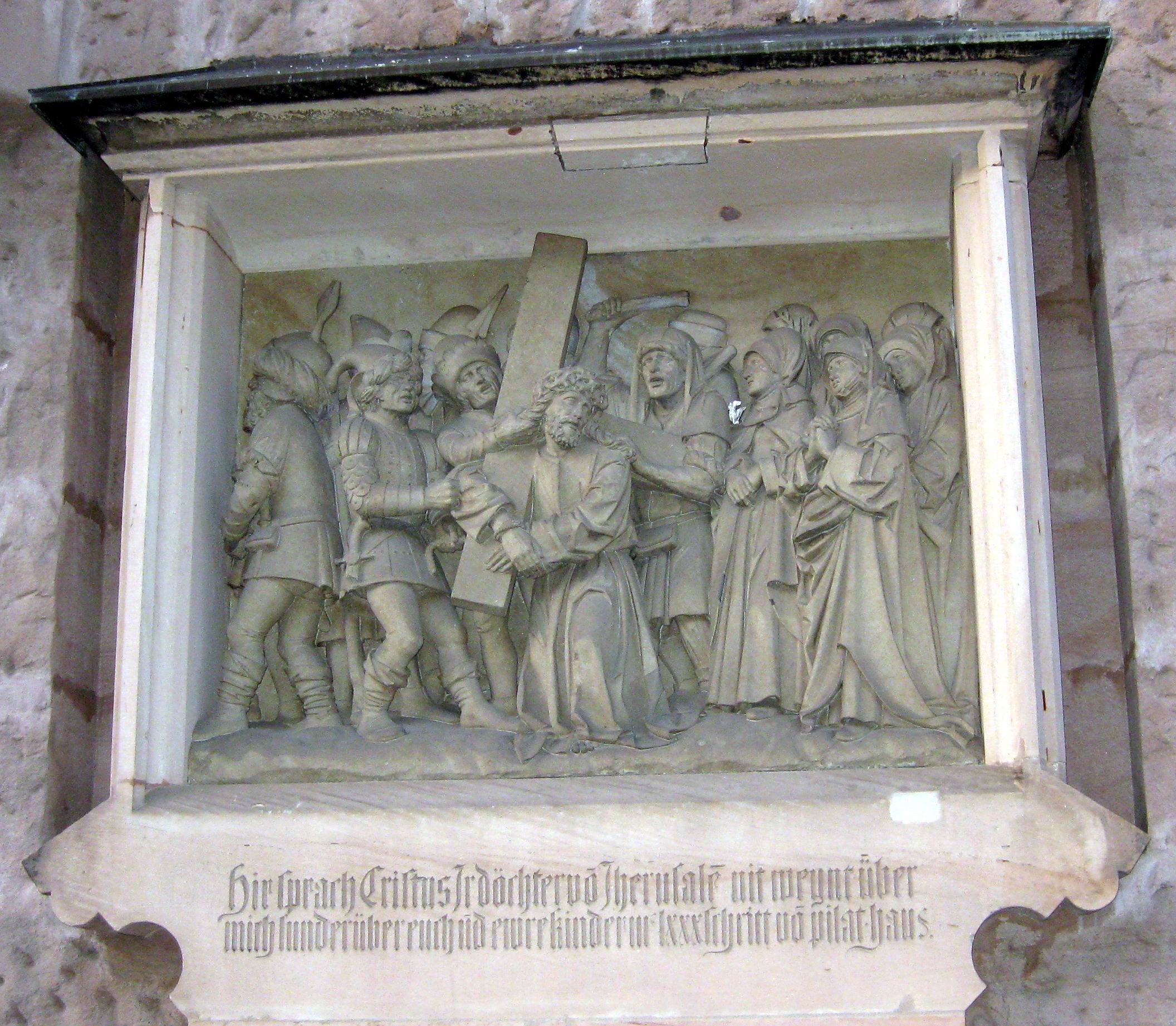
3. Station, Burgschmietstraße, vor Kunstgießerei Lenz
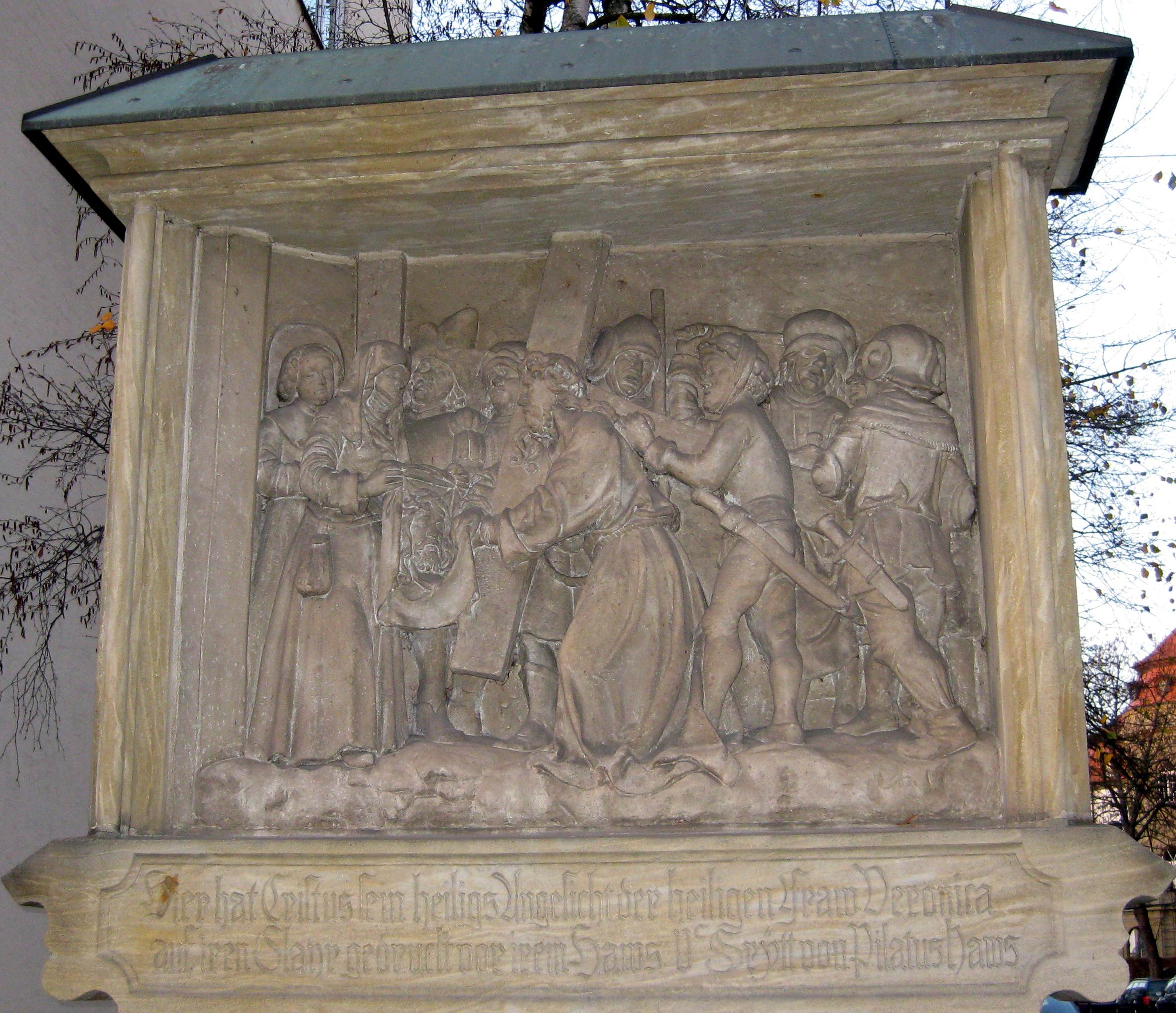
4. Station, Burgschmietstraße, Ecke Campestraße
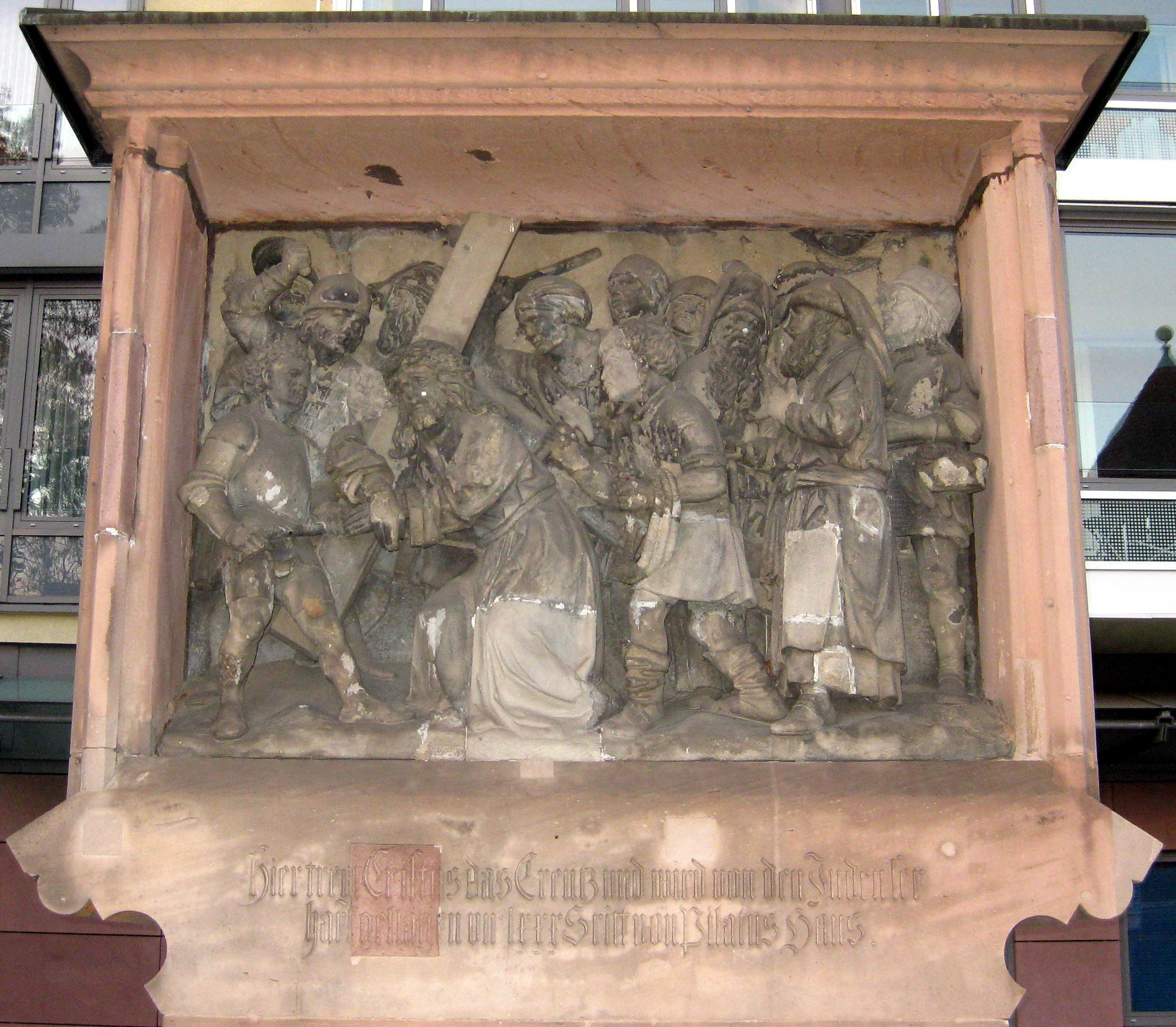
5. Station, Einmündung Burgschmietstraße in die Johannisstraße
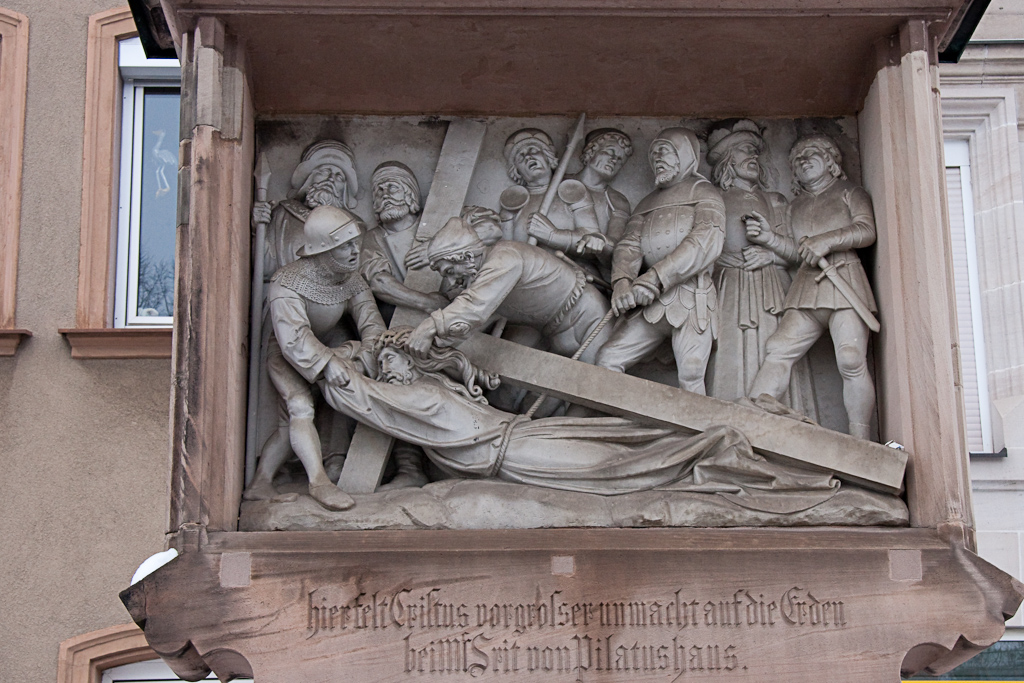
6. Station, Johannisstraße, Ecke Rohledererstraße
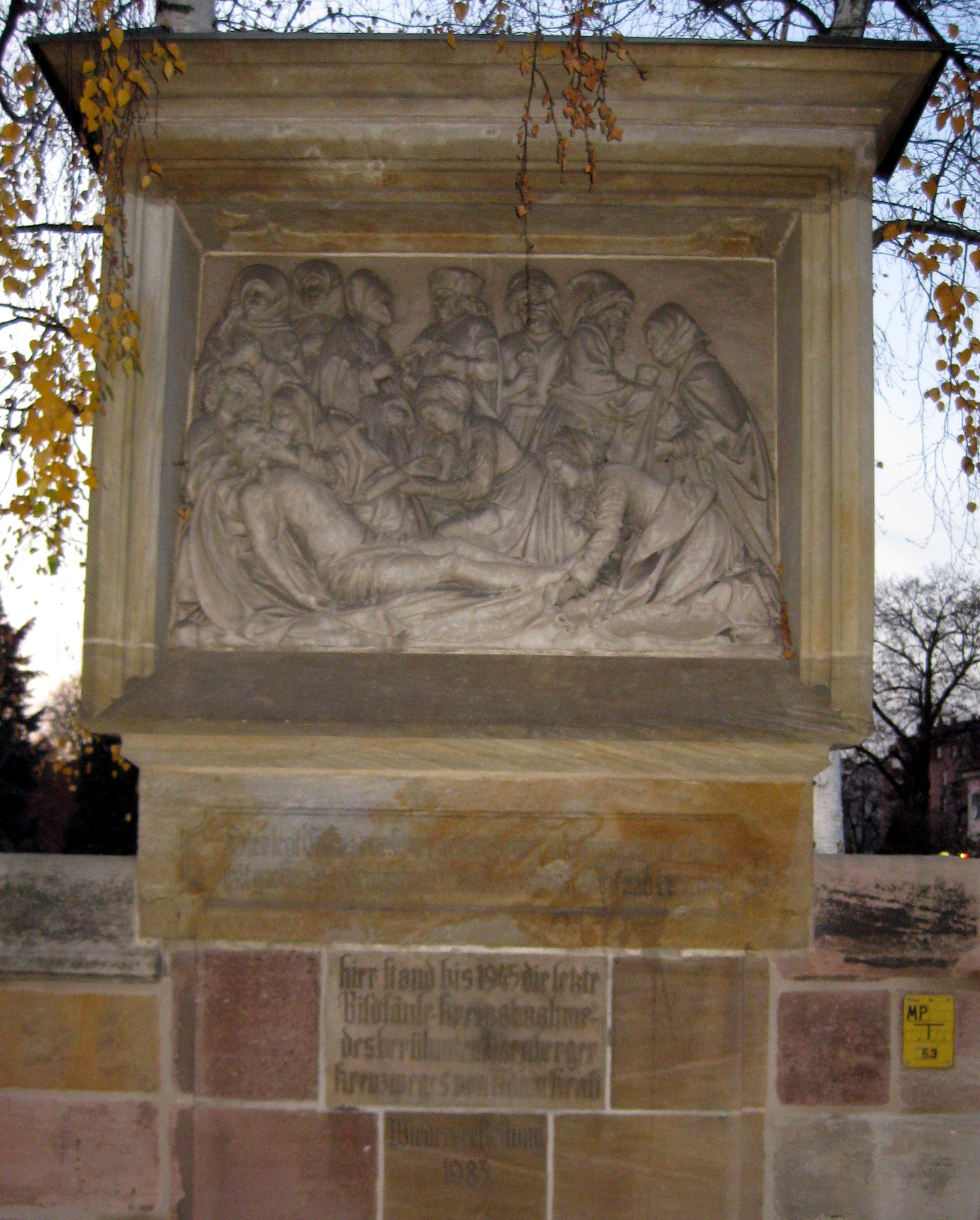
7. Station, Osteingang Johannisfriedhof